# Morris Minor
Der Morris Minor ist ein Kleinwagen, den die Morris Motor Company um das Jahr 1930 und von den späten 1940er Jahren bis in die frühen 1970er Jahre herstellte.

## Von Jahr zu Jahr

### Minor (1928–1934)
Der Morris Minor wurde in zwei Versionen gefertigt. Von 1928 bis 1932 hatte er einen Motor mit obenliegender Nockenwelle, danach einen eher konventionellen seitengesteuerten Motor, bis die Produktion 1934 eingestellt wurde. Beide hatten einen Hubraum von 847 cm³.
Der Erfolg des Austin Seven, der 1922 erschien, ermutigte die Wettbewerber von Austin, vergleichbare Konstruktionen anzubieten. Der Minor war der Beitrag von Morris für den Markt der Kleinfahrzeuge. Obwohl das wichtigste Montagewerk der Firma in Cowley (bei Oxford) lag, wurde das neue Auto nicht dort konstruiert. Fahrgestell und Antrieb wurden von einem Tochterunternehmen entworfen, EG Wrigley, einem Getriebehersteller in Birmingham, den Morris nach Konkurs gekauft und in Morris Commercial Cars umbenannt hatte. Der Motor wurde bei Wolseley weitgehend neu konstruiert, einem Unternehmen, das William Morris persönlich gehörte. Er war viel kleiner als jeder bis dahin von Wolseley hergestellte Motor und hatte eine obenliegende Nockenwelle, die von einer Königswelle angetrieben wurde, die auch den Anker der Lichtmaschine trug. Der Motor hatte einen einzelnen SU-Vergaser und eine Spulenzündung. Er leistete 20 bhp (15 kW) bei 4.000 min−1. Der Wagen war mit einer 6-Volt-Elektrik ausgestattet.
Das Fahrgestell mit 1.981 mm Radstand wurde aus U-Profilen gebaut, alle Räder waren an Halbelliptikfedern und starren Achsen aufgehängt. Der Wagen hatte seilbetätigte Vierradbremsen. Zunächst wurden eine zweitürige Limousine in Gemischtbauweise und ein viersitziger Ganzstahltourer angeboten. Das Modell wurde 1928 auf der London Motor Show vorgestellt. Die Limousine kostete £ 135, der Tourer £ 125. Ganzstahlmodelle und ein Kombi wurden ab 1930 angeboten.
Der Motor war teuer herzustellen und hatte häufig mit Öl in der Lichtmaschine zu kämpfen, so dass 1931 ein einfacherer seitengesteuerter Motor entworfen wurde, der fast die gleiche Leistung, 19 bhp (14 kW) bei 4.000 min−1, entwickelte. Einige Zeit wurden beide Versionen parallel hergestellt. Die OHC-Maschine überlebte bis 1932 im viertürigen Modell, das auch hydraulische Bremsen bekam. Die niedrigeren Herstellungskosten für den neuen Motor ermöglichten es der Firma, den Minor als Zweisitzer mit einfacher Ausstattung für die „magischen“ £ 100 zu verkaufen.
1932 wurde die Karosserie leicht überarbeitet und erhielt ein rundlicheres Aussehen. Der Benzintank wanderte vom Motorraum unmittelbar vor der Windschutzscheibe in das Heck des Autos. Eine elektrische Benzinpumpe wurde eingebaut. 1933 ersetzte ein Vierganggetriebe in den teureren Modellen das bisherige Dreiganggetriebe. 1934 erhielt es eine Synchronisierung für die oberen beiden Gänge. Alle Modelle hatten nun hydraulische Bremsen.
Der Minor wurde 1934 durch den Morris Eight ersetzt, der sich ebenfalls gut verkaufte.

### Minor MM (1948–1952)
Die Nachkriegsversion des Morris Minor – die ursprünglich „Mosquito“ hatte heißen sollen – wurde auf der Earls Court Motor Show am 20. September 1948 vorgestellt. Sie war das Werk eines Teams um Sir Alec Issigonis, der später den Mini konstruierte. Sir Alec ist für den Mini berühmt geworden, war aber eher stolz auf seine Teilnahme im Konstruktionsteam des Minor. Er war der Meinung, der Minor sei ein Fahrzeug, das viele Vorzüge und Annehmlichkeiten eines guten Autos mit einem günstigen Preis für die Arbeiter verbinde, während der Mini eine spartanische Art von Komfort biete, bei dem alles auf das absolute Minimum reduziert sei. Der Morris Minor wurde im Vergleich mit Fahrzeugen der Wettbewerber in den späten 1940er Jahren und während der gesamten 1950er Jahre als geräumiges Auto mit guter Kurvenstabilität und gutem Handling geschätzt.
Der ursprüngliche Minor MM war als zwei- und viertürige Limousine und viersitzige Cabriolimousine verfügbar. Die vordere Radaufhängung an Doppelquerlenkern mit Torsionsstabfedern und die selbsttragende Karosserie ähnelten denen des Oxford MO. Ursprünglich vorgesehene Vierzylinderboxermotoren mit 800 und 1.100 cm³ wurden verworfen, weil zu ihrer Entwicklung das Geld fehlte und die Produktion zu teuer gekommen wäre. Somit wurde der seitengesteuerte Vierzylinderreihenmotor des Vorgängers Morris Eight eingesetzt. Er hatte einen Hubraum von 918 cm³, eine Leistung von 27,5 bhp (21 kW) sowie ein Drehmoment von 53 Nm. Die kleine Maschine ließ den Minor eine Spitzengeschwindigkeit von 103 km/h erreichen und benötigte 5,9 l/100 km. Issigonis missbilligte den Einsatz dieser Vorkriegskonstruktion.

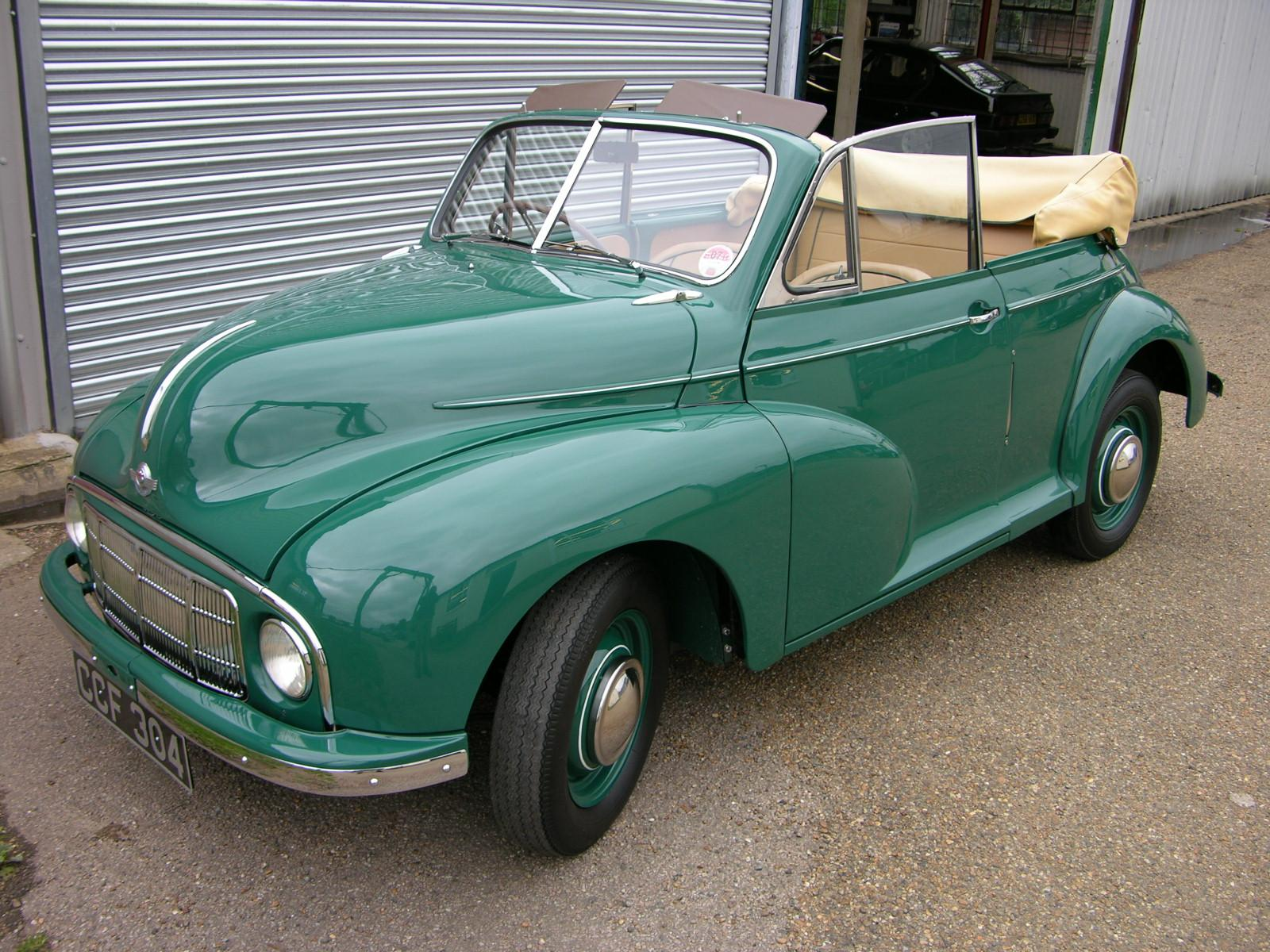
Cabriolet Baujahr 1949

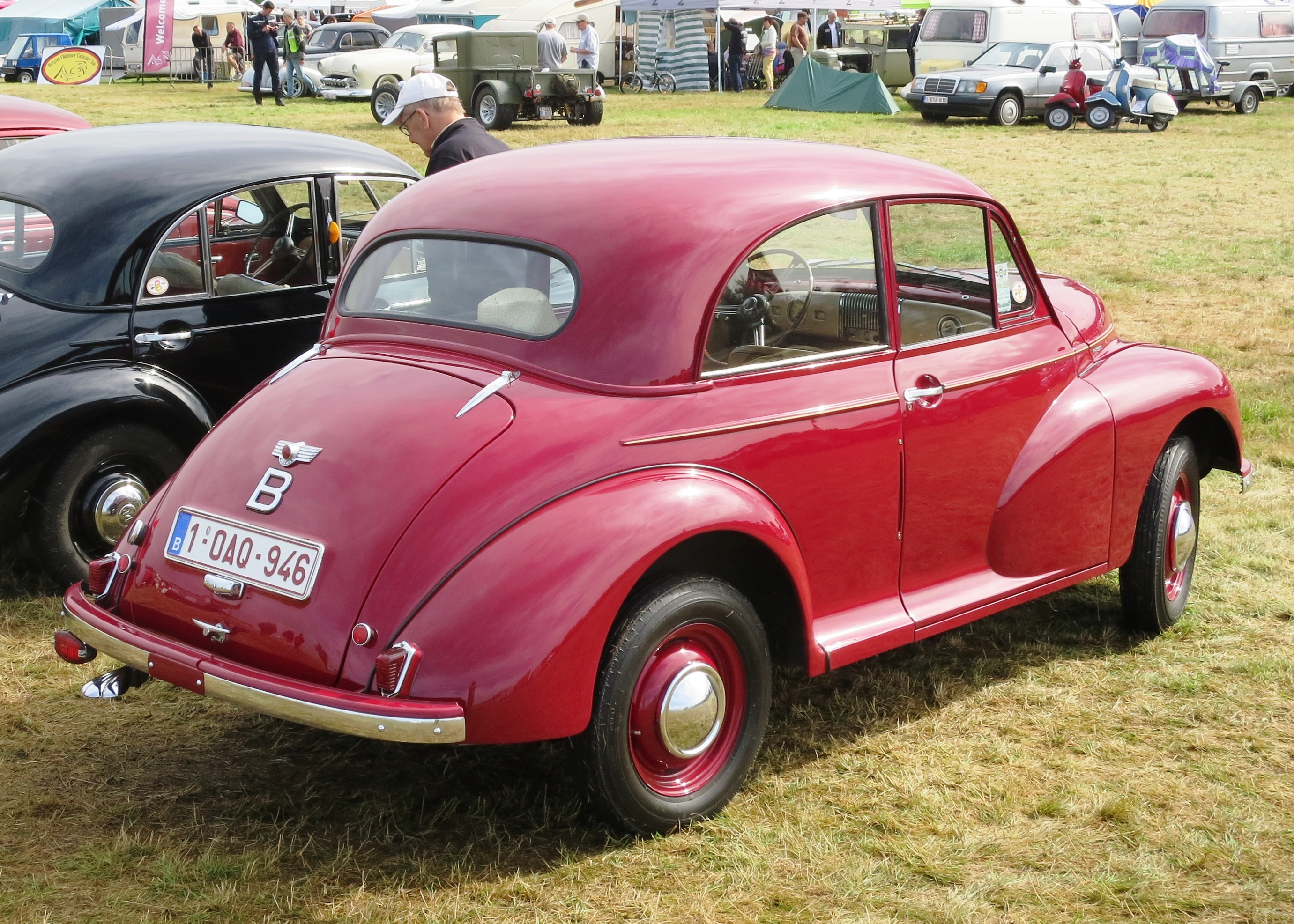
Morris Minor MM von hinten

Frühe Modelle hatten eine Aussparung in der Mitte zwischen den Stoßfängerhälften, da das Serienmodell gegenüber dem Prototyp verbreitert worden war – und weil bereits viele „kurze“ Stoßstangen produziert worden waren, behalf man sich mit diesem kleinen Trick; später wurden Blätter der richtigen Länge verwendet. Diese Verbreiterung von 4" (10 cm) findet man auch heute noch bei allen Morris-Minor-Modellen als mittige Prägung auf der Motorhaube.
Der Export in die USA begann 1949, wobei die Scheinwerfer ab Oktober 1950 von ihrem bisherigen tiefen Platz im Kühlergrill auf die Kotflügel versetzt wurden, um den US-Sicherheitsvorschriften zu entsprechen. Ab 1951 wurde das für alle Morris Minor Standard. Bei Produktionsende der ersten Serie waren etwas über eine Viertelmillion Autos verkauft worden, 30 % davon waren Cabriolimousinen.

### Morris Minor Series II (1952–1956)
Morris und die Austin Motor Company gingen 1952 in der British Motor Corporation auf. Im gleichen Jahr erhielt der Minor im Zuge einer Überarbeitung den OHV-Motor des Austin A30 mit 803 cm³ Hubraum.
1953 wurde der Kombi eingeführt, Traveller genannt, sowie der Kastenwagen und der Pick-up. Der Traveller hat einen „Woody“-(Holz-)Aufbau mit zwei Hecktüren. Die Cabriolimousine und die Limousinen wurden weiterhin gebaut.
Die neue Maschine fühlte sich kräftiger an, obwohl alle Messwerte schlechter waren als die der bisher eingebauten Motoren. Eine Beschleunigung von 0 auf 100 km/h in 54 Sekunden war immer noch bescheiden, ebenso wie 101 km/h Höchstgeschwindigkeit. Der Benzinverbrauch stieg auf 6,5 l/100 km.
Der Kühlergrill wurde im Oktober 1954 geändert, und das Fahrzeug erhielt ein neues Armaturenbrett mit Zentraltachometer. Bis zum Produktionsende 1956 wurde ca. 318.000 Minor der Serie II gebaut.
Motoren
- 1952–1956 – 803 cm³ A-Series R4, 30 bhp (22 kW) bei 4.800 min−1, 54 Nm bei 2.400 min−1

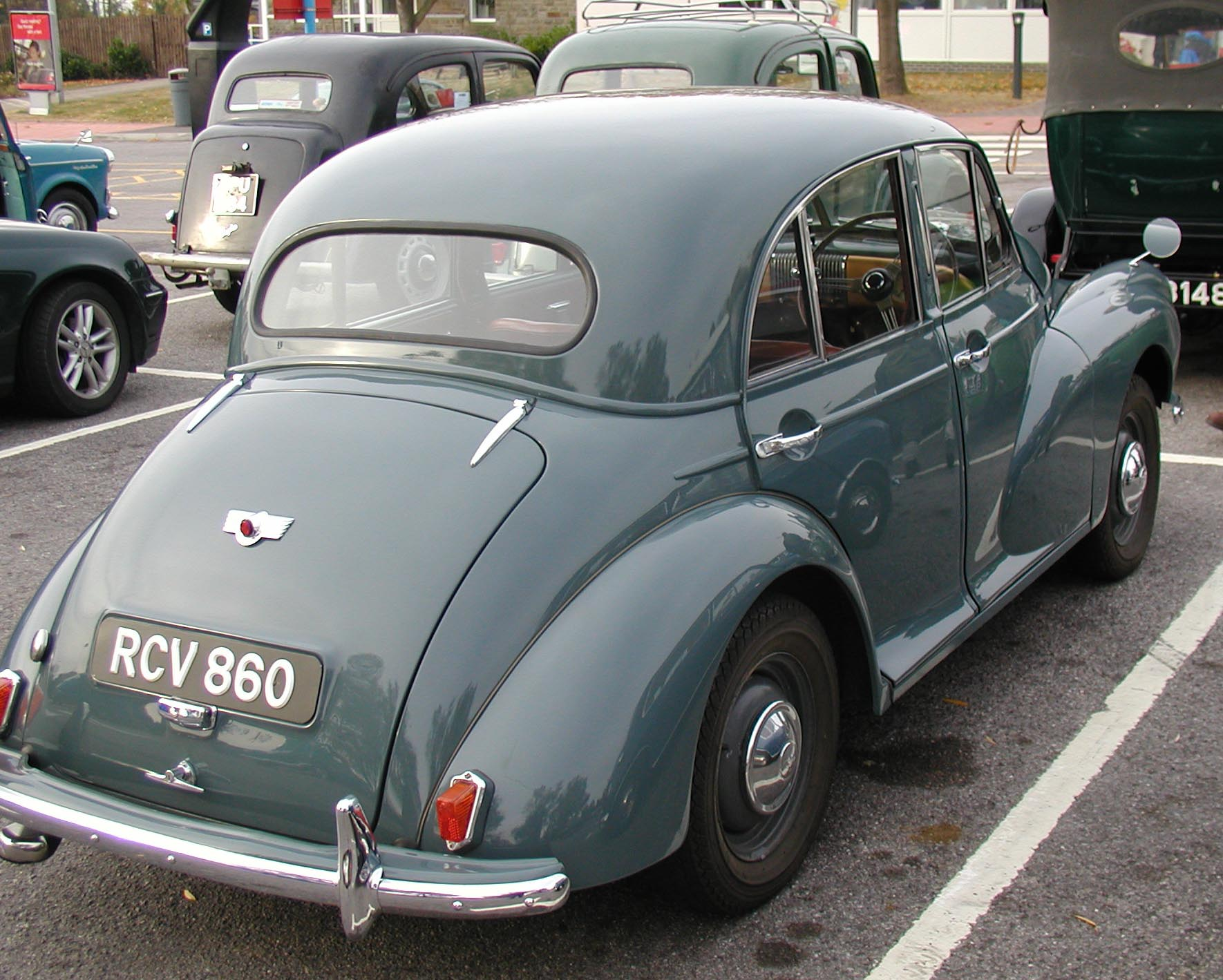
Viertürer Baujahr 1953

### Morris Minor 1000 (1956–1971)

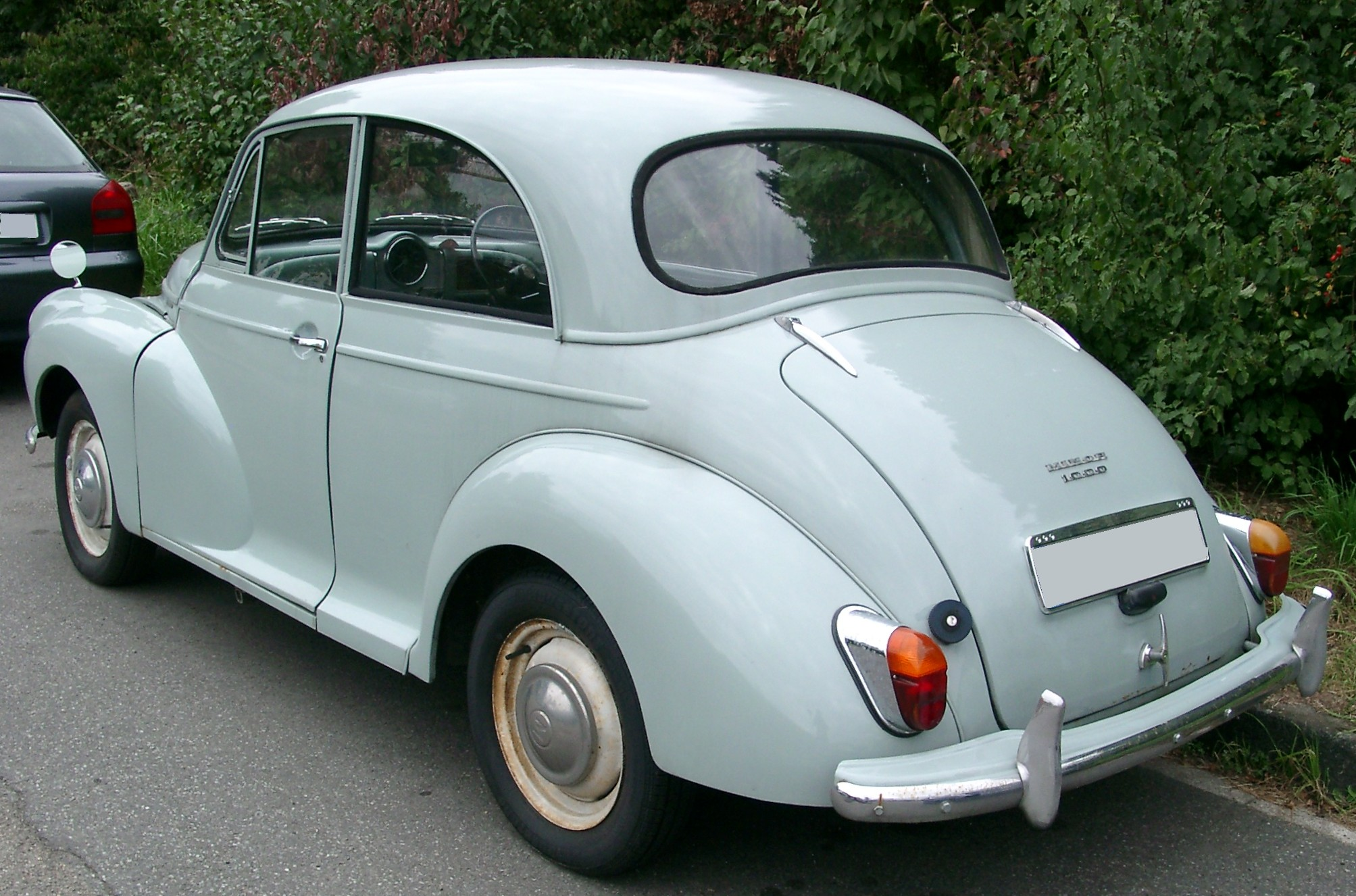
Minor 1000 Limousine

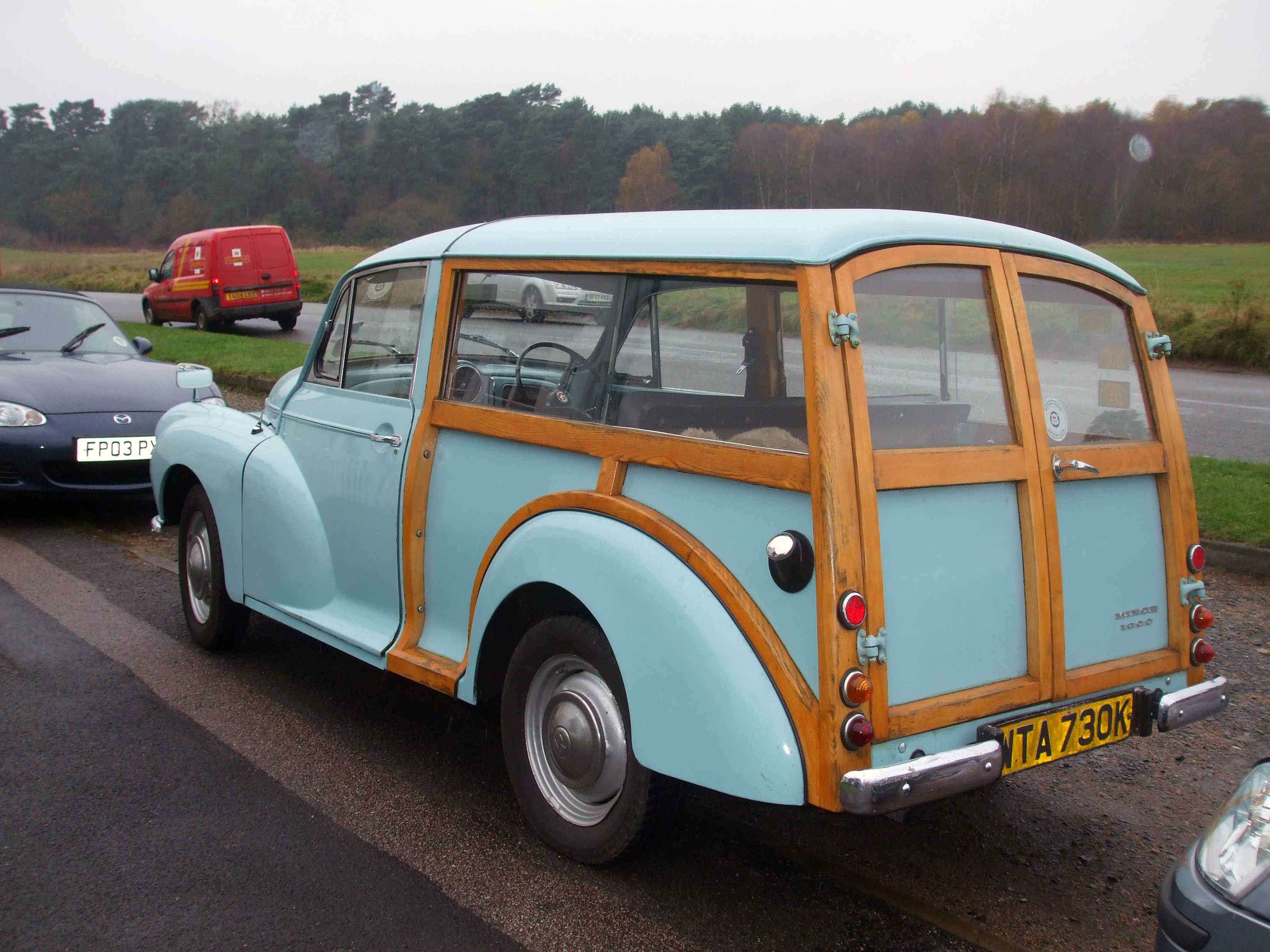
Minor Traveller

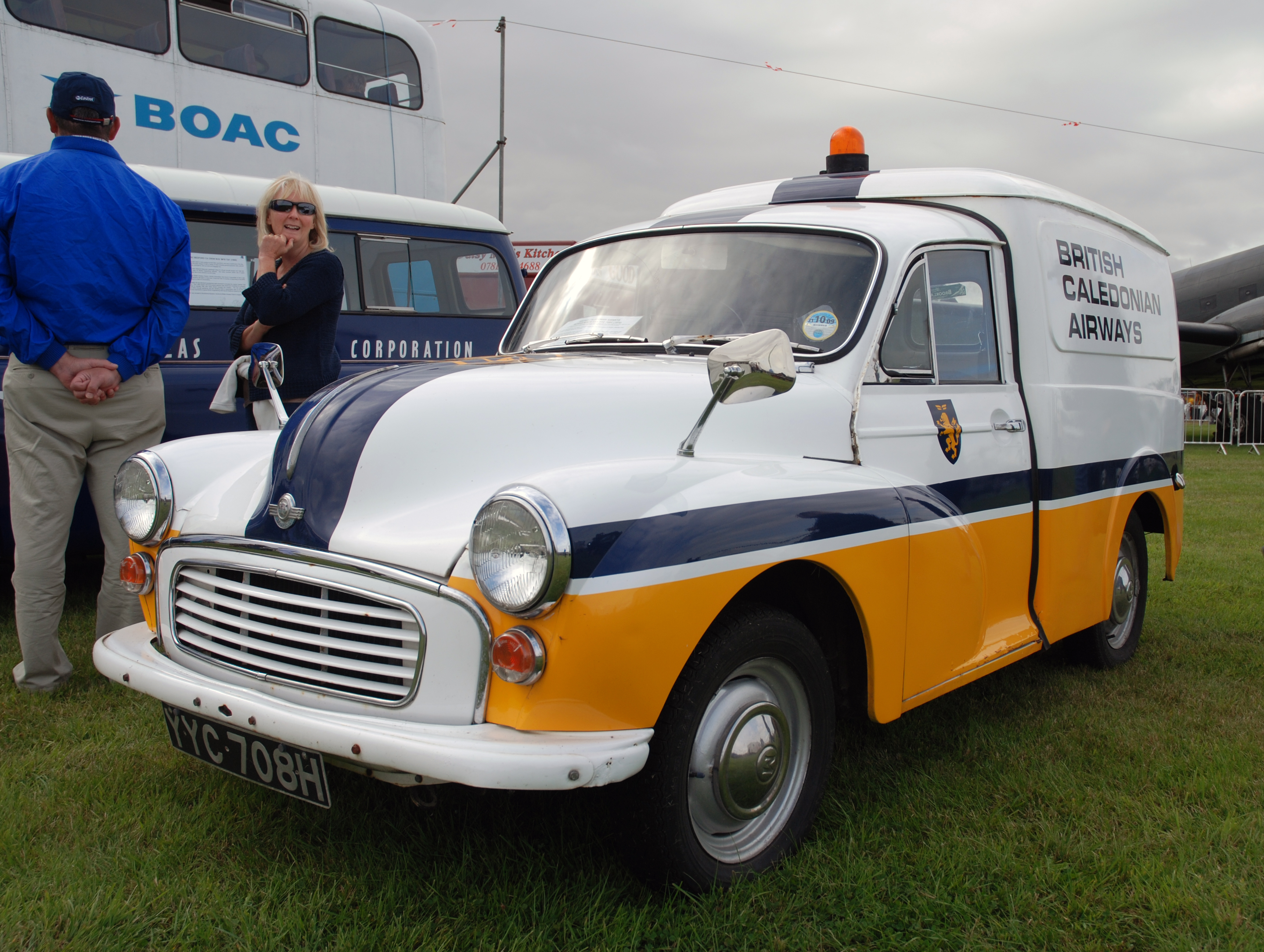
Minor Kastenwagen

Das Auto wurde 1956 nochmals überarbeitet und erhielt den Motor des Austin A35 mit 948 cm³ Hubraum. Der neue Motor war durch die verstärkte Kurbelwelle wesentlich robuster; das ebenfalls verbesserte Getriebe (mit kurzem Schalthebel) war besser abgestuft und leichter zu schalten. Die geteilte Windschutzscheibe wurde durch eine gebogene ersetzt, die aus einem Stück bestand. Zudem wurde das Heckfenster vergrößert. Eine Luxusausführung auf Minor-Fahrgestell, aber mit einem größeren BMC-Motor der B-Serie, wurde als Riley 1.5 bzw. Wolseley 1500 ab Anfang 1957 verkauft. Viele Minor-Enthusiasten betrachten den Minor 1000 als das ausgewogenste Modell. Der spätere 1.098 cm³-Motor erreichte nie die Laufruhe, Haltbarkeit und Sparsamkeit des 948er.
1960 wurde der Minor das erste britische Auto, von dem mehr als eine Million verkauft worden waren. Am 22. Dezember 1960 wurde der einmillionste Minor hergestellt. Zu diesem Anlass wurde eine Serie von 350 zweitürigen Limousinen mit violetter Lackierung und weißer Innenausstattung gebaut. Auf den Seiten der Motorhaube und am Kofferraumdeckel konnte man die Typenbezeichnung „Minor 1,000,000“ (anstatt des üblichen „Minor 1000“) lesen.
Der Minor 1000 bekam 1962 eine noch größere Maschine mit 1098 cm³ Hubraum (wie die späten Austin A35-Modelle). Er erreichte nun eine Höchstgeschwindigkeit von 124 km/h und verbrauchte 6,2 l/100 km. Weitere Änderungen umfassten für den Modelljahrgang 1965 ein neu gestaltetes Armaturenbrett (ein Handschuhfach mit Deckel für den Beifahrer, eines ohne Deckel für den Fahrer), eine neue Heizung sowie neue Rück- und Blinklichter. Das Auto sah dennoch etwas altbacken aus und die Produktionszahlen gingen zurück – der Erfolg von Konkurrenten aus fremdem (z. B. Ford Cortina) und eigenem Haus (BMC ADO16) beeinflusste die Verkaufszahlen. Die Produktion der Cabriolimousine wurde 1969 eingestellt, die der Limousinen im Jahr darauf. 1971 war das letzte Jahr für den Traveller und die Lieferwagen. Insgesamt wurden 850.000 Minor 1000 hergestellt.
Nachfolger war der Morris Marina, der auf den Bändern in Cowley hergestellt wurde. Das Fahrwerk wurde im Wesentlichen übernommen, so wurde der Marina das letzte neue Fahrzeugmodell mit Hebelstoßdämpfern an der Vorderachse. Das Management der BLMC sah im Marina einen günstiger herzustellenden Wettbewerber des Ford-Erfolgsmodells Cortina (der in vieler Hinsicht konservativ konstruiert war). Dies ging auf Kosten des (in seinen besten Tagen) innovativen Morris Minor.
Motoren
- 1956–1962: 948 cm³ A-Series R4, 37 bhp (28 kW) bei 4.750 min−1, 68 Nm bei 2.500 min−1
- 1962–1971: 1.098 cm³ A-Series R4, 48 bhp (35 kW) bei 5.100 min−1. 81 Nm bei 2.500 min−1

## In den USA
Der Erfolg des Minor in den USA, dem wichtigsten Exportmarkt, war bescheiden. Ursache dürfte die Firmenpolitik der British Motor Corporation gewesen sein, unter deren Regie seit 1952 Morrismodelle produziert wurden. Immerhin wurden über 1,6 Millionen Stück des Modells in den Werken in Cowley (Oxfordshire) hergestellt und in verschiedenen Varianten in alle Welt exportiert. Die Produktion lief bis 1971 und auch danach blieb er ein beliebtes Fahrzeug und Sammlerobjekt. Der Minor wurde in den USA auch zu einer beliebten Basis für Hot-Rods, weil der „transatlantische“ Stil dem eines Chevroletmodells aus den späten 1940er-Jahren ähnlich war. Der Minor war ein leichtes Fahrzeug mit Hinterradantrieb, so dass es die Möglichkeit gab, Motoren der Rover K-Serie oder Fiat-DOHC-Maschinen einzubauen.

## Oldtimerszene
Morris-Minor-Modelle sind in der Oldtimerszene beliebt. Die Preise sind günstig, die Versorgung mit Ersatzteilen gilt als gut.
Der ursprünglich eingebaute Motor wird bisweilen durch andere Aggregate ersetzt.